# Kyle Eastwood
Kyle Eastwood (ur. 19 maja 1968 w Los Angeles) – amerykański muzyk jazzowy (gra na kontrabasie i gitarze basowej), kompozytor, okazjonalnie aktor filmowy.

## Życiorys
Jest synem Clinta Eastwooda, amerykańskiego aktora i reżysera, a także niedoszłego pianisty jazzowego. To właśnie ojciec zaszczepił w nim muzyczną pasję. Co roku Clint Eastwood zabierał całą rodzinę na Monterey Jazz Festival, a będąc osobą znaną dawał możliwość spotkania wielu gwiazd muzyki, takich jak Dizzy Gillespie, Stan Getz, Buddy Rich, Ella Fitzgerald, Sarah Vaughan.
Zaczął od gry na gitarze basowej zasłyszanych utworów różnych gatunków. Przez 2 lata studiował filmoznawstwo na University of Southern California. W wieku 18 lat odkrył jednak, że jazz to jest to co najbardziej go pociąga. W latach 90. został muzykiem sesyjnym i założył własny kwartet (Kyle Eastwood Quartet), z którym wystąpił na koncercie „Eastwood After Hours: Live at Carnegie Hall” honorującym jego ojca i jego zaangażowanie w promocję jazzu.
Pierwszy album Kyle’a From There to Here z 1998 to zbiór jazowych standardów. Jako wokalistka pojawiła się na nim Joni Mitchell. Drugim był Paris Blue (2004). Na tym albumie pojawia się jego córka Graylen Eastwood, która w wieku 9 lat napisała i nagrała wstęp do tytułowego utworu Paris Blue. Natomiast w utworze Big Noise słychać gwiżdżącego Clinta Eastwooda. W 2006 wydał trzeci album Now. Niektóre piosenki na tym albumie napisał i zaśpiewał Ben Cullum, a na fortepianie zagrał Andrew Mccormack. W roku 2010 wyszła jego czwarta płyta Metropolitan.
Jako aktor zagrał m.in. u boku ojca w filmach Pewnego lata, Honkytonk man oraz Co się wydarzyło w Madison County.
Ma 193 cm wzrostu.

## Dyskografia
| Album                  | Wydawca      | Data wydania |
| ---------------------- | ------------ | ------------ |
| The View from Here     | Jazz Village | 2013         |
| Songs from the Chateau | Candid       | 2011         |
| Metropolitan           | Rendezvous   | 2009         |
| Now                    | Rendezvous   | 2006         |
| Paris Blue             | Rendezvous   | 2004         |
| From There to Here     | Sony         | 1998         |

## Filmografia – kompozytor/wykonawca/aranżer
- Niepokonany (2009) – muzyka (wraz z Michaelem Stevensem);
- Gran Torino (2008) – muzyka (wraz z Michaelem Stevensem);
- Więzy życia (2007) – muzyka;
- Listy z Iwo Jimy (2006) – muzyka (wspólnie z Michaelem Stevensem);
- Sztandar chwały (2006) – skomponował i wykonał utwór Knock Knock, oraz wykonał Flags of Our Fathers;
- Za wszelką cenę (2004) – skomponował utwory: Boxing Baby, Solferino, Blue Diner;
- Rzeka tajemnic (2002) – skomponował utwory: Cosmo, Black Emerald Blues;
- Żółtodziób (1990) – skomponował utwór Red Zone (wraz z Michaelem Stevensem).

## Galeria

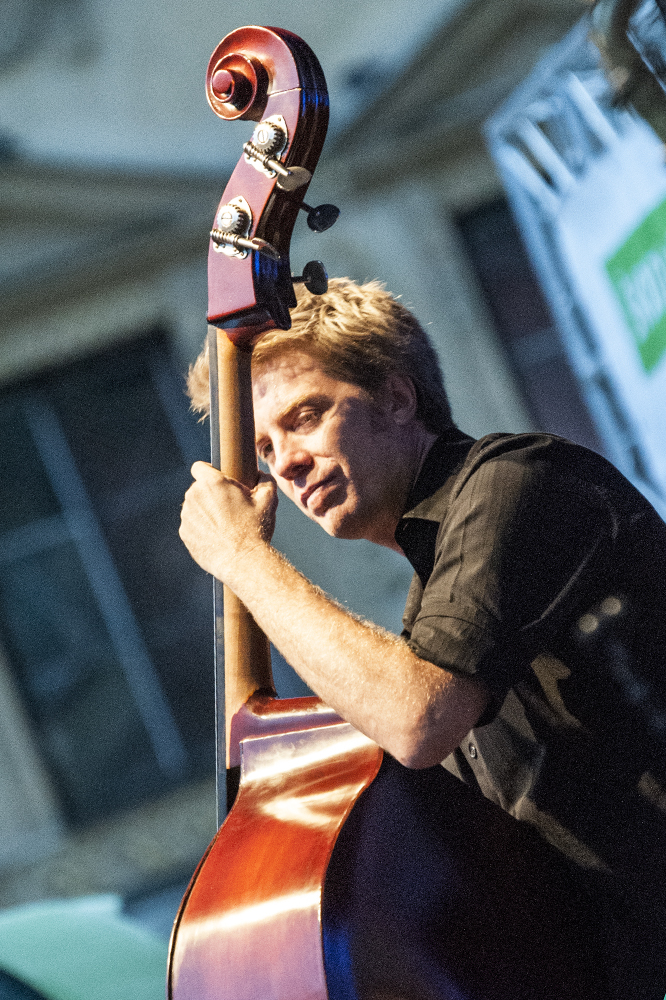
Kyle Eastwood - kontrabas, Jazz na Starówce, Warszawa 2012
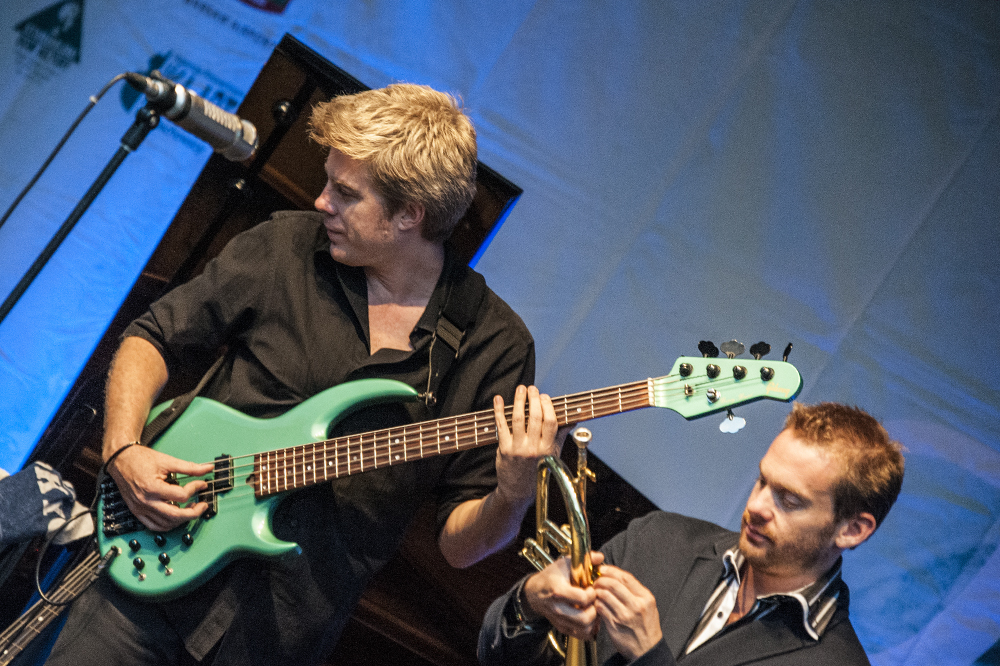
Kyle Eastwood - gitara basowa, Graeme Flowers - skrzydłówka, Warszawa 2012
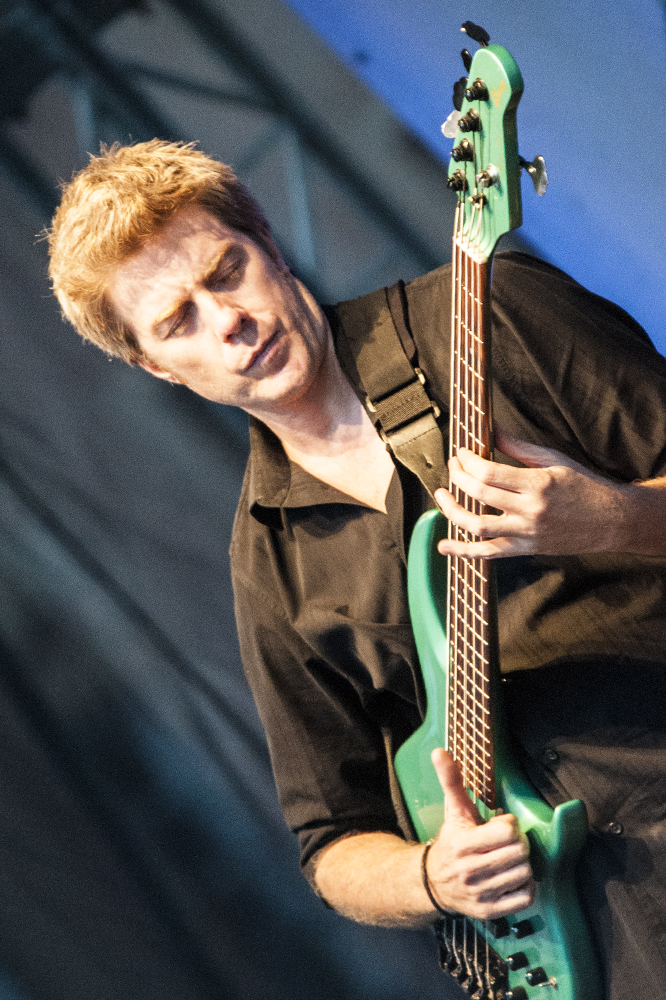
Kyle Eastwood - gitara basowa, Warszawa, 2012